# Mjöhult
Mjöhult – miejscowość (tätort) w Szwecji, w regionie administracyjnym (län) Skania, w gminie Höganäs.
Według danych Szwedzkiego Urzędu Statystycznego liczba ludności wyniosła: 322 (31 grudnia 2015), 327 (31 grudnia 2018) i 329 (31 grudnia 2019).